# Tipula (Acutipula) fumivena
Tipula (Acutipula) fumivena is een tweevleugelige uit de familie langpootmuggen (Tipulidae). De soort komt voor in het Afrotropisch gebied.